# Limburg (Nizozemska)
Limburg  je najjužnija od dvanaest pokrajina Nizozemske. Glavni i najveći grad provincije je Maastricht, a drugi po veličini je Venlo.
Limburg je uglavnom ravničarska pokrajina, dok je na jugu brežuljkasta. Najvažnija rijeka je rijeka Meuse koja protječe s juga na sjever.

## Povijest
Ime Limburg potječe od imena utvrđenog grada Limburg u Ardenima, koji se nalazi u današnjoj belgijskoj provinciji Liege. Nizozemski Limburg uglavnom nije pripadao srednjovjekovnom vojvodstvu Limburg. Limburg je bio jedinstvena pokrajina Ujedinjenog kraljevstva Nizozemske sa središtem u Maastrichtu. Kada se Belgija izdvojila 1830., postavilo se pitanje kome će pripasti ova provincija. Ugovorom iz Londona 1839. provincija je podijeljena na zapadni dio (belgijska pokrajina Limburg) i istočni dio (nizozemska pokrajina Limburg).

## Upravna podjela (33)
- Beek
- Beesel
- Bergen
- Brunssum
- Echt-Susteren
- Eijsden-Margraten
- Gennep
- Gulpen-Wittem
- Heerlen
- Horst aan de Maas
- Kerkrade
- Landgraaf
- Leudal
- Maasgouw
- Maastricht
- Meerssen
- Mook en Middelaar
- Nederweert
- Nuth
- Onderbanken
- Peel en Maas
- Roerdalen
- Roermond
- Schinnen
- Simpelveld
- Sittard-Geleen
- Stein
- Vaals
- Valkenburg aan de Geul
- Venlo
- Venray
- Voerendaal
- Weert